# ジャイアントペンギン
ジャイアントペンギンは、化石ペンギンの一種の通称。学名Pachydyptes ponderosus。属名は「ずんぐりした潜水者」、種小名は「重たい」を意味する。

## 発見
ニュージーランドオタゴ地方のオマルーで、3,450 - 3,600万年前（始新世後期）と推定される地層から1873年以前に発見されていた数個の骨の化石から、W.R.B. オリバーによって1930年に記載された。

## 形態
全長140 - 160センチメートル、体重80 - 90キログラムと、現在のコウテイペンギンよりも大柄であったと推測されている。

## 化石
模式標本の上腕骨、それと同個体と思われる烏口骨と中手骨はニュージーランド国立博物館テ・パパ・トンガレワに保管されている。また、この種と推定されている上腕骨化石がニュージーランドのオタゴ博物館に保管されている。